# Arbeitsgericht Insterburg
Das Arbeitsgericht Insterburg war ein preußisches Arbeitsgericht mit Sitz in Insterburg.

## Geschichte
Gemäß Arbeitsgerichtsgesetz vom 23. Dezember 1926 wurden in Deutschland Arbeitsgerichte gebildet. Diese waren nur in der ersten Instanz unabhängig, die Landesarbeitsgerichte waren den Landgerichten zugeordnet. Am Landgericht Königsberg entstand so 1927 das Landesarbeitsgericht Königsberg als einziges Landesarbeitsgericht im Bezirk des Oberlandesgerichtes Königsberg. In Insterburg entstand das Arbeitsgericht Insterburg. Sein Sprengel umfasste die Bezirke der Amtsgerichte Darkehmen, Gumbinnen und Insterburg. Es bestand jeweils eine Kammer für Arbeiter und Angestellte sowie eine Kammer für Handwerk, die auch für das Arbeitsgericht Stallupöhnen zuständig war.
Im Jahre 1945 wurde der Arbeitsgerichtsbezirk unter polnische Verwaltung gestellt, und die deutschen Einwohner wurden vertrieben. Damit endete auch die Geschichte des Arbeitsgerichtes Insterburg.